# Ochrotrigona triangulifera
Ochrotrigona triangulifera là một loài bướm đêm trong họ Noctuidae.